# Enric Lluch
Enric Lluch Girbés (Algemesí, 1 de enero de 1949) es un profesor, historiador y escritor español.
Nacido en Algemesí, Ribera Alta, Comunidad Valenciana. Profesor e historiador por la Universidad de Valencia. Dedicado a la literatura infantil y juvenil, siendo especialmente conocido en la Comunidad Valenciana y en Cataluña, debido a que su obra se publica en valenciano. Forma parte de la AELC, del PEN Club Español y del patronato de la Fundación Bromera para el Fomento de la Lectura. Hasta 2019 formó parte del Consejo Valenciano de Cultura.
Participa frecuentemente en tertulias para escolares como escritor, comentando sus libros e intercambiando impresiones con sus lectores. Lluch ha sido un prolífero publicador de obras dirigidas al público más joven. 
Su obra ha sido traducida al inglés, al francés, al alemán, al portugués, al chino, al griego, al polaco, al japonés, al turco y todas las lenguas de España y ha sido igualmente trascrita al braille.

## Premios
- 1992: Premi Samaruc, otorgado por la Associació de Bibliotecaris Valencians.
- 1994: Premio Joan Amades de Literatura Infantil.
- 1995: Premio Vicent Silvestre, dentro de los Premios Ciutat d'Alzira.
- 1998: Volvió a ganar el Premio Samaruc, otorgado por la Associació de Bibliotecaris Valencians de Literatura Infantil y Juvenil al mejor autor valenciano y en valenciano, por su libro Eugeni, un geni malgeni.
- 1998: Finalista del Premio Edebé de Literatura Infantil 1998 por su novela Xalop, Bori-Bori y el bandido bolsillotes.
- 2000: Premio a la Creación Literaria en la modalidad de Narrativa Infantil de los III Premis Crítica, por su libro En quin cap? (Edicions del Bullent), otorgado por el Instituto Interuniversitario de Filología Valenciana.
- 2002: Premio a la Creación Literaria con la obra Si la gran deessa ho vol, Bromera.
- 2004: Premio Barcanova en categoría infantil con la obra De Satanasset a Aletes de Vellut.
- 2006: Premio 10 de la Editorial Alfaguara, con "Quatre soques fan un pont".[1]
- 2007: Premio Enric Valor de narrativa juvenil con La Germanor del camí (Edicions del Bullent).
- 2007: Finalista del premio de novela Ciudad de Burriana con Per què, Sara? (Tabarca Edicions).
- 2007: Premio Far de Cullera de narrativa histórica juvenil con Temps de conquesta.
- 2007: Premio Ciutat de Torrent de novela juvenil con El servidor de l'alquimista.
- 2010: Galardón de Honor de la ciudad de Algemesí
- 2010: Premio de narrativa Ciudad de Sagunto con Després d'un silenci.
- 2011: Premio de teatro infantil Xaro Vidal de Carcaixent con Tres nobles en un grapat i un soldat enomorat
- 2013: Premio Carmesina de Literatura Infantil con Els xiquets de la gorra
- 2014: Porrot de Honor de la Ciudad de Silla
- 2015: Premio Vicent Silvestre de narrativa infantil Alcira con Mònica, Tonet i l'home que fabricava flautes de canya.
- 2015: Premio Ciutat de Torrent de novela juvenil con la estranya dona mexicana.
- 2018: Premio Ciutat de Carlet de narrativa con El mundial de la Patagònia.
- 2019: Premio de Literatura Infantil de Meliana con Les mares de Valèria.
- 2020: Premio de narrativa 25 de abril Vila de Benissa con Negocis de guerra.

## Obras
De entre los más de cien libros publicados, debemos mencionar:
- 2014, Caperucita y el lobo bobo (ISBN 978-84-9845-651-6)
- 2014, Siete cabras cabreadas (ISBN 9788498456578)
- 2014, Las increíbles botas del gato (ISBN 9788498456592)
- Los músicos que braman (ISBN 978-84-9845-654-7)
- El saxofonista de Hamelín (ISBN 978-84-9845-653-0)
- Tres cerditos duros de roer (ISBN 978-84-9845-655-4 )